# Határszög (település)
Határszög (ukránul: Верховина-Бистра) település Ukrajnában, Kárpátalján, az Ungvári járásban.

## Fekvése
A Keleti-Beszkidekben, Nagybereznától északkeletre, Patakófalu és Fenyvesvölgy közt fekvő település.

## Nevének eredete
Verhovinabisztra (Határszög) neve szláv, víznév eredetű. Nevének Verhovina előtagja a falu fekvésére utal. Verhovina magyar jelentése: az Északi-Kárpátok belső oldalán fekvő hegyvidék; felföld, hegyes vidék.  
Nevének bisztra utótagja az ukrán, ruszin bisztrijnek magyar jelentése gyors, sebes.

## Története
Határszög (Verhovinabisztra) nevét 1582-ben említette először oklevél. 1773-banBisztra, Bisztry, 1800 körül Verhovinabiszta, 1913-ban Határszög néven írták. Nevét 1904-ben változtatták Határszög névre, mert a falu az akkori történelmi országhatár közelében feküdt.
1910-ben 792 lakosa volt. Ebből 9 magyar, 14 német, 769 ruszin volt, melyből 778 görögkatolikus, 14 izraelita volt. A Trianoni békeszerződés előtt Ung vármegye Nagybereznai járásához tartozott.

## Népesség
| 2001 | 631 |

A népesség anyanyelv szerinti megoszlása a teljes népesség %-ában (2001)